# Gometz-la-Ville
Gometz le Châtel là một xã ở tỉnh Essonne thuộc vùng Île-de-France miền bắc nước Pháp.
Theo điều tra dân số năm 1999, dân số xã này là 986 người. Ước tính dân số năm 2005 is 1.002.
Danh xưng cư dân địa phương Gometz-la-Ville trong tiếng Pháp là Gometziens.